# Associazione Calcio Milan 1950-1951
Questa voce raccoglie le informazioni riguardanti l'Associazione Calcio Milan nelle competizioni ufficiali della stagione 1950-1951.

## Stagione
Nella stagione 1950-1951 il Milan conquista il titolo di campione d'Italia (dal 1925 chiamato anche scudetto) dopo 44 anni dall'ultima affermazione. È il primo titolo conquistato dai rossoneri da quando, nella stagione 1929-1930 è stato introdotto il girone unico. Tra i protagonisti di questo successo c'è il trio svedese Gre-No-Li formatosi nella stagione precedente. Il resto della formazione-tipo campione d'Italia, capitanata da Andrea Bonomi, è composta da Lorenzo Buffon, Arturo Silvestri (prelevato in estate dal Modena), Carlo Annovazzi, Omero Tognon, Benigno De Grandi, Renzo Burini e Mario Renosto. L'allenatore è Lajos Czeizler affiancato dal direttore tecnico Antonio Busini.

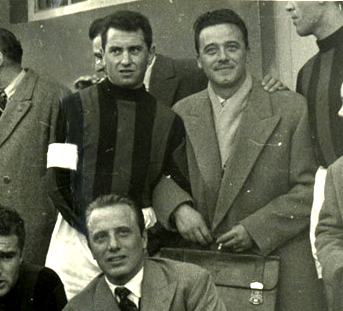
Sulla sinistra Andrea Bonomi, al Milan dal 1942 al 1952

L'inizio del torneo è caratterizzato da 6 vittorie consecutive. I rossoneri passano subito in testa ma vengono insidiati da Juventus e Inter (quest'ultima vincitrice del derby di andata) che più volte li agganciano e sorpassarono. Il 26 novembre il Milan perde in casa contro il Bologna e l'Inter, espugnando Firenze, si porta a più tre, lanciandosi verso il titolo di campione d'inverno che arriva puntuale il 14 gennaio 1951. Quando i nerazzurri incappano però in tre pareggi e una sconfitta nelle prime giornate del girone di ritorno, il Milan ne approfitta e supera i rivali, aumentando i punti di vantaggio sul secondo posto a 3, con la vittoria per 9-0 sul Palermo (successo casalingo con punteggio più largo nella storia del club). Va così in fuga, anche grazie all'affermazione nel derby di ritorno e mantiene una regolarità che gli permette di aumentare, a poche giornate dal termine, il vantaggio a 5 punti. Al penultimo turno il Milan, a +3 sull'Inter, subisce una sconfitta contro la Lazio ma i nerazzurri non ne approfittano facendosi battere dal Torino. Il torneo viene vinto dai rossoneri che perdono anche l'ultima ininfluente partita con la Roma chiudendo a +1 sui cugini con 107 gol fatti, 34 dei quali portano la firma di Gunnar Nordahl che conquista il titolo di capocannoniere per il secondo anno consecutivo.
Nel giugno 1951 il club mette in bacheca anche la Coppa Latina, la più importante competizione calcistica europea dell'epoca. Il torneo si svolge a Milano e vede di fronte i campioni d'Italia, di Portogallo, di Spagna e il Lilla che sostituisce i campioni di Francia del Nizza impegnati in un altro torneo. Nelle semifinali i Diavoli si impongono 4-1 sull'Atlético Madrid grazie alla tripletta di Renosto e un gol di Nordahl. In finale il Lille viene sconfitto 5-0 grazie a una tripletta di Nordahl e due gol firmati Burini e Annovazzi. È il primo trofeo internazionale conquistato dai rossoneri.

## Divise
| Casa | Trasferta |

## Organigramma societario
Area direttiva
- Presidente: Umberto Trabattoni
- Vice presidenti: Mario Mauprivez e Antonio De Dionigi
- Segretario: Giannino Giannotti

Area tecnica
- Allenatore: Lajos Czeizler
- Allenatore in seconda: Giuseppe Santagostino
- Direttore tecnico: Antonio Busini

Area sanitaria
- Massaggiatori: Domenico Magnani, Guglielmo Zanella

## Rosa
| N. |                   | Ruolo | Calciatore                      |
| -- | ----------------- | ----- | ------------------------------- |
|    | Italia (bandiera) | P     | Lorenzo Buffon                  |
|    | Italia (bandiera) | P     | Giovanni Rossetti               |
|    | Italia (bandiera) | D     | Carlo Belloni                   |
|    | Italia (bandiera) | D     | Andrea Bonomi (capitano)        |
|    | Italia (bandiera) | D     | Mario Foglia                    |
|    | Italia (bandiera) | D     | Arturo Silvestri                |
|    | Italia (bandiera) | C     | Carlo Annovazzi (vice capitano) |
|    | Italia (bandiera) | C     | Luciano Carnier                 |
|    | Italia (bandiera) | C     | Benigno De Grandi               |

| N. |                   | Ruolo | Calciatore           |
| -- | ----------------- | ----- | -------------------- |
|    | Svezia (bandiera) | C     | Nils Liedholm        |
|    | Italia (bandiera) | C     | Omero Tognon         |
|    | Italia (bandiera) | A     | Renzo Burini         |
|    | Svezia (bandiera) | A     | Gunnar Gren          |
|    | Svezia (bandiera) | A     | Gunnar Nordahl       |
|    | Italia (bandiera) | A     | Mario Renosto        |
|    | Italia (bandiera) | A     | Aurelio Santagostino |
|    | Italia (bandiera) | A     | Albano Vicariotto    |

## Calciomercato
| Acquisti | Acquisti          | Acquisti      | Acquisti |
| R.       | Nome              | da            | Modalità |
| -------- | ----------------- | ------------- | -------- |
| D        | Luciano Carnier   | Portogruarese | -        |
| C        | Giovanni Mangini  | Spezia        | -        |
| A        | Mario Renosto     | Venezia       | -        |
| D        | Arturo Silvestri  | Modena        | -        |
| A        | Albano Vicariotto | Vicenza       | -        |

| Cessioni | Cessioni         | Cessioni   | Cessioni |
| R.       | Nome             | a          | Modalità |
| -------- | ---------------- | ---------- | -------- |
| C        | Luigi Angelini   | Reggiana   | -        |
| D        | Pietro Bettoli   | Messina    | -        |
| A        | Adelchi Brach    | Messina    | -        |
| A        | Enrico Candiani  | Pro Patria | -        |
| A        | Fabio Frugali    | Spezia     | -        |
| P        | Efrem Milanese   | Venezia    | -        |
| A        | Giuseppe Rinaldi | Udinese    | -        |
| D        | Fulvio Zonch     | Messina    | -        |

## Risultati

### Serie A

#### Girone di andata
| Arbitro: | Cartei (Firenze) |

|                                                                         |           |                              |
| Liedholm 5’ Annovazzi 10’ Santagostino 29’, 42’ Renosto 66’ Nordahl 74’ | Marcatori | 18’ Perissinotto 60’ Rinaldi |

| Arbitro: | Bellè (Venezia) |

|         |           |                           |
| Gei 26’ | Marcatori | 31’ Annovazzi 72’ Nordahl |

| Arbitro: | Gemini (Roma) |

|                                                                                              |           |                             |
| Nordahl 7’, 30’, 55’, 64’ Santagostino 23’, 75’ Liedholm 60’ Annovazzi 69’ (rig.) Burini 78’ | Marcatori | 28’, 79’ (rig.) Arangelovic |

| Arbitro: | Agnolin (Bassano del Grappa) |

|                                            |           |                                                               |
| Formentin 63’ Amadei 87’ (rig.) Masoni 89’ | Marcatori | 11’ Liedholm 13’ Burini 28’, 68’ Nordahl 33’ (aut.) Vultaggio |

| Arbitro: | Galeati (Bologna) |

|  |           |                       |
|  | Marcatori | 3’ Renosto 67’ Burini |

| Arbitro: | Bernardi (Savona) |

|                        |           |  |
| Nordahl 15’ Burini 85’ | Marcatori |  |

| Arbitro: | Bellè (Venezia) |

|                        |           |              |
| K.A. Hansen 67’ (rig.) | Marcatori | 47’ Liedholm |

| Arbitro: | Agnolin (Bassano del Grappa) |

|                                                         |           |  |
| Nordahl 31’ Annovazzi 67’ Liedholm 68’ Santagostino 69’ | Marcatori |  |

| Arbitro: | Massai (Pisa) |

|                                     |           |                                  |
| Foglia 3’ (aut.) Lipizer 42’ (rig.) | Marcatori | 31’ (rig.) Annovazzi 65’ Renosto |

| Arbitro: | Galeati (Bologna) |

|                  |           |                            |
| Nordahl 64’, 76’ | Marcatori | 5’ Nyers 28’, 83’ Skoglund |

| Arbitro: | Orlandini (Roma) |

|          |           |                           |
| Celio 7’ | Marcatori | 40’ (rig.), 50’ Annovazzi |

| Arbitro: | Gemini (Roma) |

|                      |           |                            |
| Annovazzi 67’ (rig.) | Marcatori | 42’ Matteucci 69’ Cappello |

| Arbitro: | Galeati (Bologna) |

|                                                  |           |                                                           |
| Pison 11’ Sessa 33’ (rig.) Ciccarelli 85’ (rig.) | Marcatori | 30’ Nordahl 54’ (rig.) Annovazzi 62’ De Grandi 64’ Burini |

| Arbitro: | Agnolin (Bassano del Grappa) |

|                                        |           |  |
| Liedholm 37’, 42’ Annovazzi 78’ (rig.) | Marcatori |  |

| Arbitro: | Tassini (Verona) |

|                                          |           |  |
| Annovazzi 65’ (rig.) Liedholm 80’ (rig.) | Marcatori |  |

| Arbitro: | Bellè (Venezia) |

|                                         |           |                                                                                 |
| Hansen 9’, 13’ Sørensen 57’, 84’ (rig.) | Marcatori | 3’ (rig.) Annovazzi 10’ Liedholm 12’, 66’ G.Nordahl 44’, 68’ Burini 50’ Renosto |

| Arbitro: | Longagnani (Modena) |

|          |           |  |
| Gren 57’ | Marcatori |  |

| Arbitro: | Galeati (Bologna) |

|                         |           |                           |
| Sentimenti V 11’ (rig.) | Marcatori | 18’ (aut.) Sentimenti III |

| Arbitro: | Cartei (Firenze) |

|                           |           |  |
| Silvestri 33’ Nordahl 82’ | Marcatori |  |

#### Girone di ritorno
| Udine 21 gennaio 1951 20ª giornata | Udinese       | 0 – 0 referto | Milan | Moretti (15 000 spett.)\| Arbitro: \| Massai (Pisa) \| |
| Arbitro:                           | Massai (Pisa) |               |       |                                                        |

| Arbitro: | Gemini (Roma) |

|                             |           |  |
| Nordahl 52’ Gren 65’ (rig.) | Marcatori |  |

| Arbitro: | Dattilo (Roma) |

|                        |           |                                     |
| Arangelovic 77’ (rig.) | Marcatori | 72’ Annovazzi 82’ Liedholm 85’ Gren |

| Arbitro: | Tassini (Verona) |

|                                |           |                   |
| Annovazzi 35’ Santagostino 58’ | Marcatori | 70’ (rig.) Amedei |

| Arbitro: | Agnolin (Bassano del Grappa) |

|                                                                                   |           |  |
| Burini 10’, 51’, 76’ Liedholm 28’, 46’ Gren 37’ Nordahl 49’ Santagostino 54’, 62’ | Marcatori |  |

| Arbitro: | Bellè (Venezia) |

|                     |           |                                                                          |
| Scarpato 79’ (rig.) | Marcatori | 34’ (aut.) Bortoletto 57’ Silvestri 62’ Burini 76’ Santagostino 89’ Gren |

| Arbitro: | Dattilo (Roma) |

|                          |           |  |
| Nordahl 46’ Liedholm 61’ | Marcatori |  |

| Arbitro: | Galeati (Bologna) |

|  |           |                                |
|  | Marcatori | 39’, 86’ Nordahl 71’ Annovazzi |

| Arbitro: | Longagnani (Modena) |

|                                                                    |           |                         |
| Nordahl 3’, 37’, 75’ De Grandi 29’, 33’ Gren 35’ (rig.) Burini 47’ | Marcatori | 17’ Turconi 66’ Rabitti |

| Arbitro: | Galeati (Bologna) |

|  |           |            |
|  | Marcatori | 8’ Nordahl |

| Arbitro: | Gemini (Roma) |

|                      |           |           |
| Nordahl 4’, 21’, 87’ | Marcatori | 57’ Curti |

| Bologna 15 aprile 1951 31ª giornata | Bologna         | 0 – 0 referto | Milan | Stadio Renato Dall'Ara (30 000 spett.)\| Arbitro: \| Bellè (Venezia) \| |
| Arbitro:                            | Bellè (Venezia) |               |       |                                                                         |

| Arbitro: | Massai (Pisa) |

|                           |           |  |
| Annovazzi 20’ Nordahl 67’ | Marcatori |  |

| Arbitro: | Galeati (Bologna) |

|  |           |                                            |
|  | Marcatori | 14’, 21’ Nordahl 52’ Renosto 86’ Annovazzi |

| Busto Arsizio 13 maggio 1951 35ª giornata | Pro Patria         | 0 – 0 referto | Milan | Stadio Carlo Speroni (14 000 spett.)\| Arbitro: \| Bernardi (Bologna) \| |
| Arbitro:                                  | Bernardi (Bologna) |               |       |                                                                          |

| Arbitro: | Silvano (Torino) |

|                           |           |                           |
| Gren 17’, 64’ Nordahl 62’ | Marcatori | 3’ Sørensen 12’, 28’ Rota |

| Arbitro: | Longagnani (Modena) |

|             |           |          |
| Galassi 24’ | Marcatori | 70’ Gren |

| Arbitro: | Agnolin (Bassano del Grappa) |

|             |           |                              |
| Nordahl 25’ | Marcatori | 13’ Flamini 39’ Sentimenti V |

| Arbitro: | Longagnani (Modena) |

|                              |           |             |
| Tognon 47’ (aut.) Tre Re 79’ | Marcatori | 60’ Nordahl |

### Coppa Latina

#### Semifinale
| Arbitro: | Boes |

|                                   |           |              |
| Renosto 18’, 53’, 74’ Nordahl 22’ | Marcatori | 70’ Carlsson |

#### Finale
| Arbitro: | Schaerz |

|                                                |           |  |
| Nordahl 32’, 37’, 67’ Burini 40’ Annovazzi 70’ | Marcatori |  |

## Statistiche

### Statistiche di squadra
| Competizione | Punti | In casa | In casa | In casa | In casa | In casa | In casa | In trasferta | In trasferta | In trasferta | In trasferta | In trasferta | In trasferta | Totale | Totale | Totale | Totale | Totale | Totale | DR  |
| Competizione | Punti | G       | V       | N       | P       | Gf      | Gs      | G            | V            | N            | P            | Gf           | Gs           | G      | V      | N      | P      | Gf     | Gs     | DR  |
| ------------ | ----- | ------- | ------- | ------- | ------- | ------- | ------- | ------------ | ------------ | ------------ | ------------ | ------------ | ------------ | ------ | ------ | ------ | ------ | ------ | ------ | --- |
| Serie A      | 60    | 19      | 15      | 1       | 3       | 63      | 18      | 19           | 11           | 7            | 1            | 44           | 21           | 38     | 26     | 8      | 4      | 107    | 39     | +68 |
| Coppa Latina | -     | 2       | 2       | 0       | 0       | 9       | 1       | -            | -            | -            | -            | -            | -            | 2      | 2      | 0      | 0      | 9      | 1      | +8  |
| Totale       | -     | 21      | 17      | 1       | 3       | 72      | 19      | 19           | 11           | 7            | 1            | 44           | 21           | 40     | 28     | 8      | 4      | 116    | 40     | +76 |

### Statistiche dei giocatori
| Giocatore       | Serie A  | Serie A | Coppa Latina | Coppa Latina | Totale   | Totale |
| Giocatore       | Presenze | Reti    | Presenze     | Reti         | Presenze | Reti   |
| --------------- | -------- | ------- | ------------ | ------------ | -------- | ------ |
| C. Annovazzi    | 37       | 17      | 2            | 1            | 39       | 18     |
| C.A. Belloni    | 1        | 0       | 0            | 0            | 1        | 0      |
| A. Bonomi       | 38       | 0       | 2            | 0            | 40       | 0      |
| L. Buffon       | 37       | -37     | 2            | -1           | 39       | -38    |
| R. Burini       | 35       | 12      | 2            | 1            | 37       | 13     |
| L. Carnier      | 1        | 0       | 0            | 0            | 1        | 0      |
| B. De Grandi    | 30       | 3       | 2            | 0            | 32       | 3      |
| M. Foglia       | 14       | 0       | 0            | 0            | 14       | 0      |
| G. Gren         | 36       | 9       | 2            | 0            | 38       | 9      |
| N. Liedholm     | 31       | 13      | 2            | 0            | 33       | 13     |
| G. Nordahl      | 37       | 34      | 2            | 4            | 39       | 38     |
| M. Renosto      | 28       | 5       | 1            | 3            | 29       | 8      |
| G. Rossetti     | 1        | -2      | 0            | 0            | 1        | -2     |
| A. Santagostino | 14       | 9       | 0            | 0            | 14       | 9      |
| A. Silvestri    | 38       | 2       | 2            | 0            | 40       | 2      |
| O. Tognon       | 38       | 0       | 2            | 0            | 40       | 0      |
| A. Vicariotto   | 2        | 0       | 1            | 0            | 3        | 0      |